# N'
『 N' 』（エヌ）は、日本の女性歌手・田村直美の2枚目のオリジナル・アルバム。1995年6月1日発売。

## 概要
前作から10か月での2ndアルバム。
4枚目から6枚目のシングル「ゆずれない願い」「STAIRWAY」「地上に舞い降りた天使達」を収録している。
4枚目「ゆずれない願い」のカップリング曲「あの日の二人はもういない」と6枚目「地上に舞い降りた天使達」のカップリング曲「Let me spirit more you.」は収録されなかった。

## チャート成績
田村直美のアルバムでは初めてオリコンチャート週間1位を記録した。

## アートワーク
初回生産盤はシースルー三方背BOX仕様。

## 収録曲
全作詞：田村直美／（特記以外全曲）作曲：田村直美・石川寛門／編曲：ジョーイ・カーボーン・井上龍仁・鷹羽仁
1. CARRY ON (4:57)
2. ゆずれない願い (3:51) 
  - 編曲：井上龍仁・鷹羽仁
  - 4枚目シングル。
  - テレビアニメ『魔法騎士レイアース』オープニングテーマ。
  - 1995年の第46回NHK紅白歌合戦に出場した。
3. NAKED LOVE (5:02)
  - 7枚目シングル「Us 〜空と大地の間で〜」のカップリング曲にミキシング違いのバージョンが収録された。
4. ママの恋人 (5:08)
5. ONE (4:58)
  - 作曲：デニス・ベルフィールド、ジョーイ・カーボーン
6. すべての未来に光りあれ (4:14)
7. 地上に舞い降りた天使達 (4:10)
  - 6枚目シングル。
  - テレビ朝日系「さんまのナンでもダービー」エンディング・テーマ。
8. AGAIN (5:32)
9. SILVER SPOON (4:54)
  - 作曲：田村直美
10. STAIRWAY (Complete Version) (5:04)
  - 編曲：井上龍仁・鷹羽仁
  - 5枚目シングルのアルバムバージョン。
  - ベスト・アルバム『Thanx a Million』にも当バージョンが収録されている。
11. Beatlesも戦争も知らないけれど (4:03)
12. 千の祈り (5:25)
  - 編曲：井上龍仁・鷹羽仁
  - 5枚目シングル「STAIRWAY」のB面収録曲。
  - 「TVおじゃマンボウ」エンディング・テーマ。

## 参加ミュージシャン
- 北島健二（FENCE OF DEFENSE） - ギター
- マイケル・トンプソン - ギター
- 坂井紀雄 - ベース
- トニー・フランクリン - ベース
- 河村智康 - ドラム
- 渡嘉敷祐一 - ドラム
- 鷹羽仁 - キーボード
- 月光恵亮 - コーラス